# 山口吉彦
山口 吉彦（やまぐち よしひこ、1942年 - ）は、日本の文化人類学研究者。アマゾン民族館・アマゾン自然館館長（2014年3月、共に閉館）。致道博物館評議員。

## 略歴
1942年、山形県鶴岡市に生れる。1965年、東京農業大学農業拓殖科卒業。フランスのボルドー大学へ留学し、のちにリヨン大学へ移る。1971年、ペルーの日本語学校で講師となる。アマゾン奥地のインディオ集落などを調査する。1975年、結婚。1982年、自宅に「アマゾン資料館」を開設し、これまで収集した資料を公開する。1985年、外国人留学生に、ホームステイなどを体験させる「庄内国際青年祭」を実施する。1987年、国際交流活動組織「庄内国際交流協会」を発足させる。1991年、東田川郡朝日村（現 鶴岡市）に、所有する生物資料を中心に展示した「アマゾン自然館」を開設する。1994年、「アマゾン民族館」を開館し、館長に就任する。
1988年、山形新聞3P賞（平和賞）を受賞。1990年、国際交流基金地域交流振興賞を受賞。1991年、NHK東北ふるさと賞を受賞する。1996年、大同生命国際文化基金地域研究特別賞を受賞する。1998年、サントリー地域文化賞を受賞。2003年、カバヤ食品の食品玩具「大神秘アマゾン」の監修を務める。2005年、鶴岡市制功労表彰受賞。

## 著作物
共著
- 『共生の大地 -アマゾンに生きる人々- 』共著者：鴻池安志（1992年）大平印刷
- 『アマゾンに学ぶ「我ら地球家族」』共著者：福原義春（1998年）求龍堂 ISBN 4-7630-9809-8